# Clavesana
Clavesana (piemontesisch Cravsan-a) ist eine Gemeinde in der italienischen Provinz Cuneo (CN), Region Piemont.

## Lage und Einwohner
Clavesana liegt 35 km nordöstlich von der Provinzhauptstadt Cuneo entfernt auf einer Höhe von 265 auf 605 m über dem Meeresspiegel, in der Weinregion Langhe. Das Gemeindegebiet umfasst eine Fläche von 17,5 km² und hat 793 Einwohner (Stand 31. Dezember 2023). Sie liegt in einer Flussschleife des Tanaro. Die Gemeinde besteht aus den Ortsteilen Madonna delle Neve, Ghigliani, Sbaranzo, Surie, Costa Prà, Feia, Prato del Pozzo, Cravili, Ansaldi, Villero, Gorea, Chiecchi, San Pietro, San Bartolomeo, Gai, Gerino und Tetti.
Die Nachbargemeinden sind Bastia Mondovì, Belvedere Langhe, Carrù, Cigliè, Farigliano, Marsaglia, Murazzano und Rocca Cigliè.

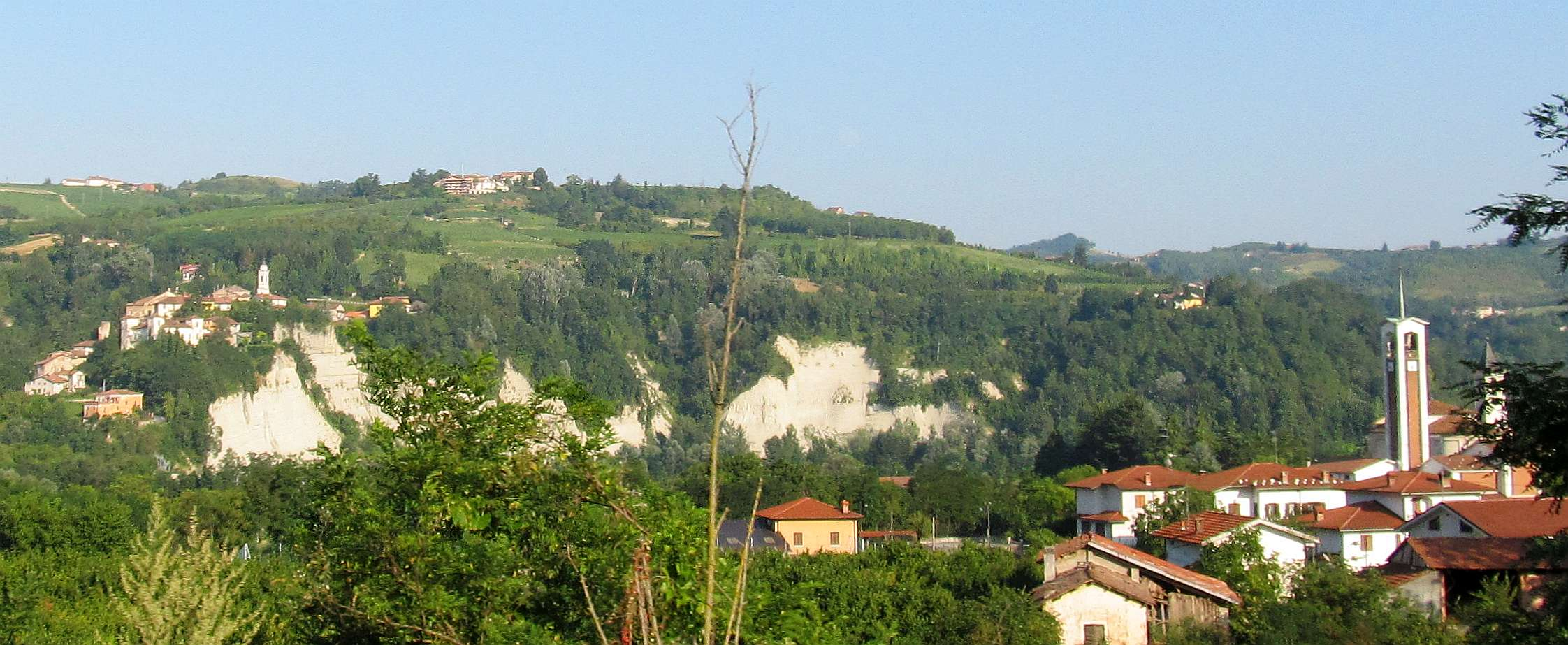
Panorama

## Geschichte

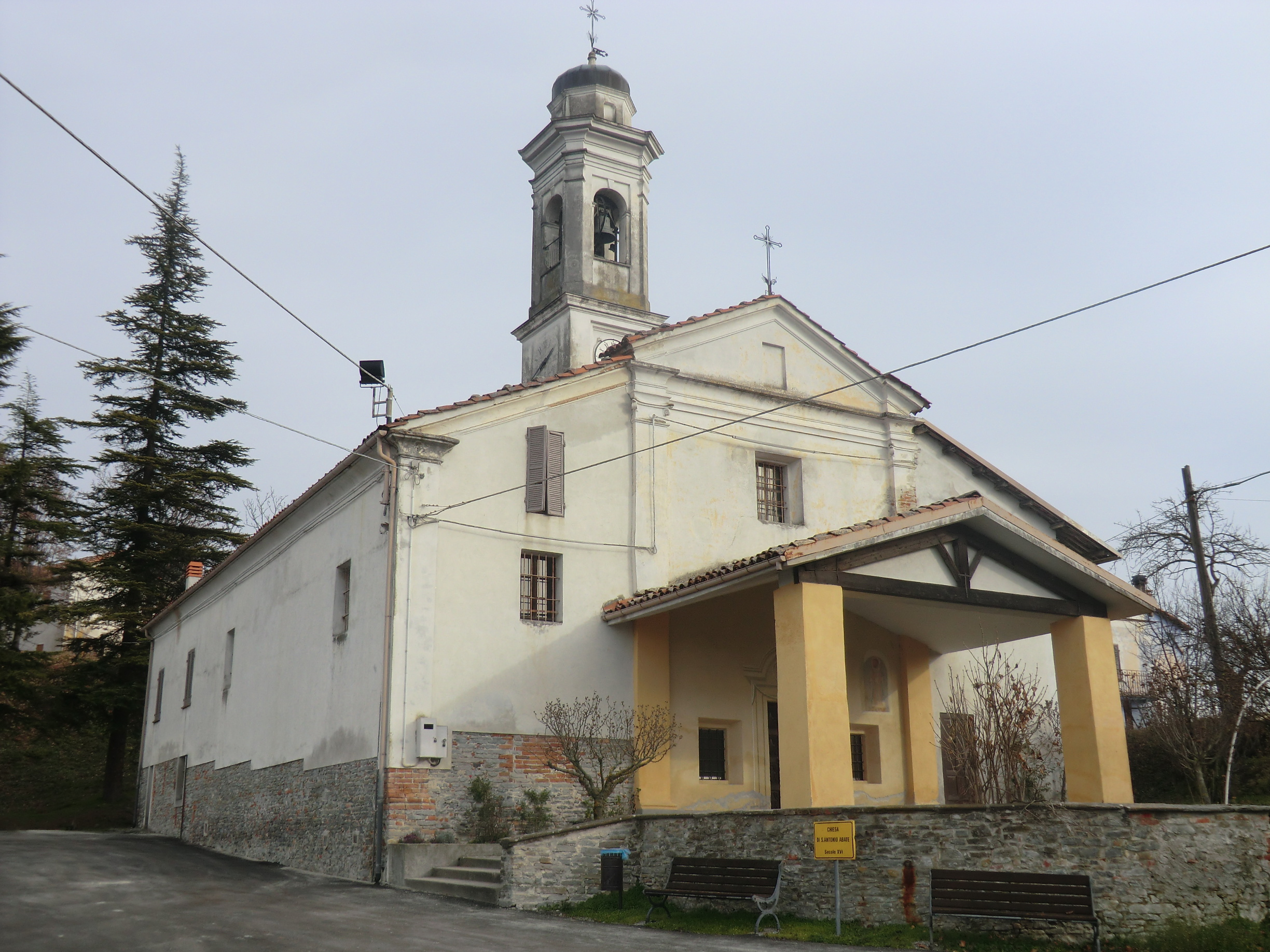
Kirche Sant’Antonio Abate

Nachdem es im frühen Mittelalter große Pracht erlangte, als es Sitz einer Aleramic-Dynastie war, erlangte es später den Status einer Markgrafschaft. Ugo oder Ugone, Sohn von Bonifacio del Vasto, wählte es möglicherweise im 12. Jahrhundert als seinen Wohnsitz denn das Gebiet war leicht zu verteidigen, da der höchste Teil von erosiven Klippen umgeben ist, was es zu einem einzigartigen Beispiel für ein Festungsgebiet macht. Bald dehnte es seine Grenzen aus und kontrollierte sogar weite Teile Liguriens. Nach dem Tod von Ugone ging es an die Cevese-Fürsten über, die einen Teil davon an Genua verkauften, als Gegenleistung für Hilfe gegen innere und äußere Feinde.
Nachdem es sich während der Kriege mit Mondovi auf die Seite von Alba gestellt hatte, verbündete es sich in der zweiten Hälfte des 13. Jahrhunderts mit Wilhelm IV. von Ceva und mit Mondovì selbst gegen den anderen Markgrafen von Ceva, Georg II., bekannt als der Zwerg, der die Stadt einnehmen wollte Besitz aller Markgrafen des aleramischen Stammes. Die dynastischen Ereignisse seiner Herren brachten es unter die Herrschaft der Familien Doria, Saluzzo und Del Carretto.
Im 15. Jahrhundert zwischen der Republik Genua, den Markgrafen von Finale Ligure und Saluzzo und den Herren von Dogliani aufgeteilt, ging es ab dem 18. Jahrhundert, als es einen Großteil seiner früheren Macht verloren hatte, durch weibliche Erbfolge an die Republik Genua über Asinari, Corvi, die Mussi, die Bava, die Caramelli, die Devalle, die Beggiani, die Fauzoni Vegnaben und schließlich die Alvernia von Alessandria.

## Sehenswürdigkeiten
- Das Caramelli-Schloss aus dem 17. Jahrhundert, das auf einem Felsvorsprung mit Blick auf den Fluss Tanaro erbaut wurde und eine Wohnfunktion hatte.
- Der Glockenturm, der einzige Überrest der alten Pfarrkirche.
- Die ehemalige Pfarrkirche San Michele Arcangelo, erbaut 1766, im Villa-Viertel.
- Die Bruderschaft der Battuti Bianchi im Barockstil.
- Die Kapelle der Madonna della Neve im gleichnamigen Ort.
- Die Pfarrkirche San Michele Arcangelo und Madonna della Neve, ebenfalls im Gebiet Madonna della Neve.

## Gemeindepartnerschaft
- Rogno

## Kulinarische Spezialität
In Clavesana werden Reben für den Dolcetto di Dogliani, einen Rotwein mit DOC Status angebaut. Die Beeren der Rebsorten Spätburgunder und/oder Chardonnay dürfen zum Schaumwein Alta Langa verarbeitet werden.